# Villarato
El término Villarato en España hace referencia a una política informal, dentro del ámbito de la RFEF y  de la Liga española, de mantener tratos de favor a los dos clubes de fútbol más grandes de España, el FC Barcelona y el Real Madrid.

## Origen del término
El origen del término fue acuñado por Alfredo Relaño, crítico con la gestión personalista de Ángel María Villar al frente de la RFEF. Tras el nacimiento del término, este derivó a significar un complot arbitral, favorable hacia el Barcelona, por el cual los árbitros y la federación favorecían presuntamente, según la opinión subjetiva de periodistas y seguidores madridistas, a este club, en una época en la que el Barcelona de Pep Guardiola y Leo Messi estaba cosechando un gran número de éxitos deportivos y humillando al Real Madrid con resultados como el 2-6 de la temporada 2008/2009 o el 5-0 de la 2010/2011. El presidente de la federación en aquel momento era Ángel María Villar, del cual surgió el término al fusionar su apellido, Villar, con el sufijo -ato. En ningún momento tal complot llegó a demostrarse con pruebas, ni se inició investigación policial o judicial alguna al respecto.

## Uso actual
Aunque se sigue utilizando como término para definir a las supuestas ayudas arbitrales a favor del Barcelona, su uso ha ido evolucionando, para incluir las prácticas irregulares dentro de las competiciones españolas que favorecen a los clubes más grandes, Real Madrid y FC Barcelona. Se puede interpretar como sinónimo de la palabra privilegio al que supuestamente acceden estos clubs.  No solo se enmarca el privilegio arbitral clásico, sino también el uso de la gran influencia de estos clubs en las instituciones políticas y deportivas. También destacan los contactos de jugadores con altas esferas de la RFEF.